# UNISIG
UNISIG (Union Industry of Signalling) čili Sdružení průmyslu (železničního) zabezpečovacího zařízení je pracovní skupina Evropského železničního průmyslu UNIFE (Union des Industries Ferroviaires Europèennes). Byla založena v roce 1998 s cílem sestavení specifikací pro ERTMS a ETCS. Od roku 1999 do 2007 byly tyto požadavky sdružením UNISIG vypracovány na základě systémových požadavků SRS V.5.a a funkčních požadavků FRS V.2 skupiny ERTMS Users Group.
Plnými a zakládajícími členy UNISIG jsou:
- Alstom (Francie),
- Ansaldo (Itálie),
- Bombardier (Kanada),
- Invensys (Velká Británie),
- Siemens (Německo),
- Thales (Francie).

Dalšími plnými členy jsou:
- AŽD Praha (Česko, 2014, přidružený člen od 1. 1. 2009)
- CAF (Construcciones y Auxiliar de Ferrocarriles, Španělsko, od 1. 1. 2012). [1][2]

Přidruženými členy jsou:
- MERMEC Group (Itálie, od 1. 1. 2010)